# Septemserolis ovata
Septemserolis ovata is een pissebed uit de familie Serolidae. De wetenschappelijke naam van de soort is voor het eerst geldig gepubliceerd in 1957 door Sheppard.